# 任福尧
任福尧（1930年—），男，浙江东阳人，中国数学家，曾任复旦大学教授、博士生导师。研究领域为复分析。